# Джууку
Джууку (кирг. Жууку) — село в Джети-Огузском районе Иссык-Кульской области Кыргызстана. Входит в состав Алдашевского аильного округа. Код СОАТЕ — 41702 210 855 02 0.

## Население
По данным переписи 2009 года, в селе проживало 420 человек.